# Hold Me Tight
〈Hold Me Tight〉는 영국의 록 밴드 비틀즈가 자신들의 1963년 음반인 《With the Beatles》에 수록시킨 로큰롤 노래다. 《Please Please Me》 세션 당시 녹음되었으나 수록곡으로 채택되지 못하여 이번 음반에 재녹음되었다.

## 역사
〈Hold Me Tight〉는 주로 폴 매카트니가 1961년에 써서, 1963년까지 비틀즈의 무대에서 선보였다. 자신들의 데뷔 음반인 《Please Please Me》에 수록시키려고도 했으나 13테이크를 녹음하고도 불만족스러워 테이프는 파괴되었다. 일곱 달 후에 추가로 9테이크를 녹음했고, 최종판은 여섯 번째와 아홉 번째 테이크를 편집하여 제작했다.
매카트니와 레논 모두 한 번 이상 노래에 대해 같은 평가를 내렸다. 매카트니는 마크 루이손과의 인터뷰에서 말했다. "그 노래에 대해서는 기억나는 게 별로 없어요. 그저 일 하듯이 작업해서 기억이 나지 않는 곡이 있어요. 이게 그 중 하나고요." 매카트니의 공식 전기인 베리 마일스의 《Paul McCartney: Many Years from Now》에서는 "싱글컷되지 못해 음반의 필러 트랙으로 수록"되었다고 쓰였다. 존 레논은 1980년에 "그건 폴의 것... 정말 구린 곡인데다 흥미조차 느껴지지 않는다."고 말했다.
《The Beatles: An Illustrated Record》에서 로이 칼과 토니 타일러는 이 노래를 음반의 가장 나쁜 곡으로 지목하였고, "매카트니가 보는 완벽한 곡의 시각이 분명히 다소 악화되었기 때문에 실패"했다고 썼다. 또한 매카트니의 보컬은 "음이탈이 있다"고 지적했다. 하지만, 이언 맥도널드는 자신의 책인 《Revolution in the Head》에서 "베이스와 함께하는 시끄러운 연주를 듣는 당신은 기운찬 로커의 강렬한 밴드 라이브 사운드에 압도될 것"이라며 다른 시각으로 평론했다. 매카트니는 1973년 윙스의 음반 《Red Rose Speedway》에 같은 제목인 〈Hold Me Tight〉을 메들리의 일부로서 수록시켰다.

## 참여 인원
- 폴 매카트니 — 보컬, 베이스 기타, 박수
- 존 레논 — 하모니 보컬, 리듬 기타, 박수
- 조지 해리슨 — 백 보컬, 리드 기타, 박수
- 링고 스타 — 드럼, 박수
- 조지 마틴 — 프로듀서
- 노먼 스미스 — 엔지니어

맥도널드의 글에서 발췌

## 참고 문헌
- Carr, Roy; Tyler, Tony (1975). 《The Beatles: An Illustrated Record》. New York: Harmony Books. ISBN 0-517-52045-1.
- Harry, Bill (2000). 《The Beatles Encyclopedia: Revised and Updated》. London: Virgin Publishing. ISBN 0-7535-0481-2.
- Lewisohn, Mark (1988). 《The Beatles Recording Sessions》. New York: Harmony Books. ISBN 0-517-57066-1.
- MacDonald, Ian (2005). 《Revolution in the Head: The Beatles' Records and the Sixties》 Seco Revis판. London: Pimlico (Rand). ISBN 1-84413-828-3.
- Miles, Barry (1997). 《Paul McCartney: Many Years From Now》. New York: Henry Holt and Company. ISBN 0-8050-5249-6.
- Rovang, Martin. “In and Out of the Shadows”. 2006년 9월 29일에 원본 문서에서 보존된 문서. 2009년 7월 30일에 확인함.
- Sheff, David (2000). 《All We Are Saying》. St Martin's Griffin. ISBN 0-312-25464-4.